# Kazakhstanosaurus
Kazakhstanosaurus is een geslacht van de Ichthyosauria, dat tijdens de late Jura leefde in het gebied van het huidige Kazachstan en Rusland.

## Naamgeving
Tussen 1973 en 1976 vond Wladimir Michail Efimow in Rusland resten van een skelet, verspreid maar behorend tot één individu. In 2016 vond een club jonge geologen in Kazachstan bij Sjtsjoetsjkino nog een skelet. Het werd opgegraven door Efimow en Olga Subbotina en daarna geprepareerd door Dzjamilja Jakoepowa. Het werd in 2019 benoemd als het geslacht Kazachstanosaurus in een algemene behandeling van de Undurosauridae. Daarbij werd echter geen typesoort aangegeven, wat het geslacht naar huidige normen ongeldig maakt.
In 2021 werd de soort Kazakhstanosaurus efimovi benoemd en beschreven door Dzjamilja Jakoepowa Bolatowna en Achmemenow Kazjmoerat Maksoetowitsj. De geslachtsnaam verwijst naar Kazachstan. De soortaanduiding eert Efimow als ontdekker van de Undorosauridae.
Het holotype is GM KFU KP 1724. Het is een skelet zonder schedel. Bewaard zijn gebleven: de atlas, de draaier, nog eens twee halswervels, vier ruggenwervels, twee sacrale wervels, drie staartwervels, ravenbeksbeenderen, een schouderblad, een opperarmbeen en een ellepijp. Het betreft hier het materiaal in de jaren zeventig door Efimow gevonden. In 2022 meldde Efimow de vondst van nog eens zes wervels.
Volgens de beschrijvers was echter een tweede soort de typesoort: Kazakhstanosaurus shchuchkinensis. Problematisch is dat die ook pas in 2021, in een tweede artikel benoemd werd, door Jakoelova. Het holotype is ZKGU 750. Het bestaat uit een skelet met schedel. Het is vrij compleet maar de onderkaken ontbreken. Tweeënvijftig wervels zijn bewaard.

## Beschrijving
Kazakhstanosaurus shchuchkinensis heeft een geschatte lengte van zes tot zeven meter. De schedel is 140 centimeter lang.
Het gebit is krachtig. De scleraalring omvat zestien plaatjes. Het schedeldeel achter de oogkas heeft de helft van diens lengte. Het opperarmbeen is kort en dik met twee distale facetten en een voorste facet voor een extra onderarmbeen. Van de vijf vingers zijn de middelste goed ontwikkeld, de eerste en vijfde slecht. De vingerkootjes zijn afgerond. Het bekken is breed. Het zitbeen is krachtig gebouwd. Het dijbeen heeft twee derden van de lengte van het schouderblad. De teenkootjes zijn afgerond.
 Kazakhstanosaurus efimovi is zeven tot acht meter lang. De vierkante wervels hebben grote facetten voor de diapofysen en parapofysen. De schoudergordel en bekkengordel zijn anderhalf maal groter dan bij Kazakhstanosaurus shchuchkinensis.

## Fylogenie
Kazakhstanosaurus is in de Undurosauridae geplaatst.